# Constitution arménienne de 1995
 (novembre 2017).
Lire en ligne

Parlement arménien : (hy), (ru), (en), (fr)
Université de Perpignan : (fr) version d'origine, Version consolidée en 2005

La Constitution de la république d'Arménie (en arménien Հայաստանի Հանրապետության Սահմանադրությունը) est la Constitution de l'Arménie. Adoptée en 1995 et amendée en 2005 et 2015, elle pose les fondations de l'ordre constitutionnel arménien, énumère les droits et libertés fondamentaux de l'homme et du citoyen, fixe les compétences du président de la République, du Gouvernement, de l'Assemblée nationale, du pouvoir judiciaire et les relations entre ces pouvoirs, et les grandes lignes de l'autonomie locale.

## Constitutions précédentes

### Origine
Historiquement, la première Constitution arménienne est la « Constitution nationale arménienne » accordée le 24 mai 1860 par le sultan ottoman à ses sujets arméniens ; cette Constitution, appelée par l'administration ottomane « règlement de la nation arménienne », comprend 150 articles définissant les droits et les devoirs des Arméniens de l'Empire. Elle est toutefois suspendue par le sultan Abdülhamid II en 1898.

### Première République
Après l'indépendance et la proclamation de la Première République arménienne le 28 mai 1918, le programme du premier gouvernement arménien, dirigé par Hovannès Katchaznouni, prévoit la réunion d'une Assemblée constituante censée faire de l'Arménie un État de droit et une république parlementaire. Si l'Assemblée fut bien élue (juin 1919), la Constitution projetée ne vit jamais le jour.

### Ère soviétique
Sous l'ère soviétique, la république socialiste soviétique d'Arménie se dote d'une première Constitution le 3 février 1922, qui reste en vigueur jusqu'à son incorporation à la république socialiste fédérative soviétique de Transcaucasie le 12 mars 1922. La sortie de cette fédération en 1936 mène à une deuxième Constitution adoptée en 1937. Enfin, la Constitution soviétique de 1977 ouvre la voie à une troisième Constitution, adoptée en 1978. Ces deux dernières sont respectivement modelées sur les Constitutions soviétiques de 1936 et de 1977, à ceci près, dans le dernier cas, que la Constitution arménienne de 1978 fait de l'arménien la langue de la République.

### Deuxième République
Après le retour de l'Arménie à l'indépendance en 1991, une commission constitutionnelle regroupant des juristes et des responsables politiques est créée l'année suivante et élabore pendant trois ans un projet de constitution de type présidentiel qui est adopté par référendum le 5 juillet 1995 par 68 % des voix. Cette Constitution est modifiée par référendum le 27 novembre 2005 à 70 % ; en particulier, elle rééquilibre légèrement les pouvoirs au détriment du président et élargit l'autonomie locale.
La Constitution arménienne a souvent été rapprochée de la Constitution française de 1958. Cette ressemblance est due à la francophilie du président de l'époque, Levon Ter-Petrossian, et à sa passion pour les institutions de la Cinquième République.
Cependant, à la suite du référendum du 6 décembre 2015, la Constitution est modifiée et le régime semi-présidentiel est remplacé par un régime parlementaire. Le catalogue des droits fondamentaux change.

## Contenu de la Constitution de 1995
Outre son préambule, la Constitution arménienne comprend 9 chapitres regroupant 142 articles :
- chapitre 1 (articles 1 à 13), « Les fondations de l'ordre constitutionnel »[13] : ce chapitre pose les bases de la République arménienne, notamment sa souveraineté, l'exercice du pouvoir par le peuple via l'Assemblée, le suffrage universel, l'État de droit, la primauté de la Constitution, le multipartisme, le droit de propriété, la séparation de l'Église et de l'État, les fonctions et la neutralité de l'armée, la protection de l'environnement et de la culture, etc. Il établit les subdivisions administratives du pays, affirme le statut de l'arménien en tant que langue officielle et d'Erevan en tant que capitale, et définit le drapeau et les armoiries arméniens ;
- chapitre 2 (articles 14 à 48), « Droits et libertés fondamentaux de l'homme et du citoyen »[14] : respect de la dignité humaine, égalité devant la loi, interdiction des discriminations, droit à la liberté et à la sécurité, interdiction de la torture et des traitements dégradants, droit à la justice, présomption d'innocence, droit à la vie privée et familiale, liberté de circulation, liberté de pensée, liberté de conscience, liberté de religion, liberté d'opinion, liberté d'expression, liberté de la presse, droit de pétition, liberté d'association, liberté de réunion, droit à l'éducation… ;
- chapitre 3 (articles 49 à 61), « Le président de la république d'Arménie »[15] : ce chapitre définit les droits et devoirs du président, ainsi que la façon dont il est élu et ses relations avec les autres pouvoirs ;
- chapitre 4 (articles 62 à 84), « L'Assemblée nationale »[16] : les compétences de l'Assemblée nationale, sa composition et ses relations avec les autres pouvoirs sont exposés dans ce chapitre ;
- chapitre 5 (articles 85 à 90), « Le Gouvernement »[17] : sont ici repris les compétences et les relations avec les autres pouvoirs du Gouvernement, ainsi que le rôle du Premier ministre ;
- chapitre 6 (articles 91 à 103), « Le pouvoir judiciaire »[18] : ce chapitre détaille la composition du pouvoir judiciaire, établit la Cour constitutionnelle, le Conseil de la justice et le Ministère public ;
- chapitre 7 (articles 104 à 110), « L'autonomie locale »[19] : ce chapitre est propre aux communautés urbaines et rurales et à leurs organes ;
- chapitre 8 (articles 111 à 114), « Adoption de la Constitution, révisions et référendum »[20] : selon les articles de ce chapitre, la Constitution ne peut être adoptée ou révisée que par référendum ;
- chapitre 9 (articles 115 à 117), « Dispositions finales et transitoires »[21].

## Compléments